# Söndagsparty med Filip & Fredrik
Söndagsparty med Filip & Fredrik, talkshow med Filip och Fredrik som sänds live ifrån Manhattan i New York. Programmet hade premiär 19 april 2009 i Kanal 5. Programserien sänds live från Chelsea Television Studios på Manhattan i New York i åtta program på 90 minuter vardera. På Kanal 5:s hemsida kan man läsa följande om produktionen:
| ” | Svenska kändisar, okändisar och prominenta personer flygs över till USA för spännande, överraskande och galna uppdrag bland det överflöd av möjligheter som är The Big Apple. Naturligtvis öppnar programmet också för roliga och oväntade möten mellan Filip och Fredrik och deras svenska och amerikanska stjärngäster. | „ |

Filip Hammar beskriver produktionen på följande sätt: "En blandning av en traditionell talkshow och Det kommer mera – fast med amerikansk accent." Fredrik Wikingsson har fyllt i med att "Det här är det största vi nånsin varit inblandade i."
I varje avsnitt har de minst en amerikansk gäst och en svensk gäst. I serien visas även inslag, bland annat sådana där Filip och Fredrik testar på olika amerikanska fenomen. Andra inslag kan vara med gästerna för kvällen eller svenska 100 höjdare-profiler som gör sina versioner av amerikanska filmer.
Showrunner var Henrik Bastin, producent Sven Stojanovic och redaktör David Bexelius.
Den 24 mars 2009 startade redaktionen bakom programmet en blogg på Kanal 5:s hemsida där man kunde följa förberedelserna inför showen.

## Avsnitt
| Nr | Titel       | Gäster                                                                                     | Musikframträdande       | Första sändningsdatum | Tittarantal |
| --- | ----------- | ------------------------------------------------------------------------------------------ | ----------------------- | --------------------- | ----------- |
| 1 | "Avsnitt 1" | Jonas Gardell, Marilyn Manson                                                              | Howlin' Pelle           | 19 april 2009         | 576 000     |
| Första avsnittet, Filip och Fredrik provar på Wrestling. Med på länk från Sverige: Christer Ulfbåge och Kurt Ohlsson. Edwin Johnson ("Sminkmannen") och Jan Myrehed ("Entertainermannen"), personligheter från 100 höjdare, medverkar som "Ghostbusters".                                       |             |                                                                                            |                         |                       |             |
| 2 | "Avsnitt 2" | Kevin Bacon, Björn Skifs, Thorsten Flinck, "Färjan-Håkan"                                  | Björn Skifs             | 26 april 2009         | 390 000     |
| Livebröllop av Johan och Linda från Sandviken. Med på länk från Sverige: Gerhard Hobersdorfer. |             |                                                                                            |                         |                       |             |
| 3 | "Avsnitt 3" | Martin Sheen, Tomas Wassberg, Lena Ph                                                      | Inget musikframträdande | 3 maj 2009            | 398 000     |
| Filip och Fredrik åker rullskidor med Wassberg från Central Park till Battery Park, kommenterat av Tommy Åström. Eric Booker försöker äta 1000 köttbullar. Överraskningsgäst: skådespelaren Thomas Hanzon. Personligheter från 100 höjdare: Sten "Taxi" Jonsson, Edwin Johnson och Jan Myrehed. |             |                                                                                            |                         |                       |             |
| 4 | "Avsnitt 4" | Mikael Persbrandt, Zach Braff                                                              | Petter                  | 10 maj 2009           | 430 000     |
| Filip och Fredrik testar på att tatuera Pål Hollender. Mikael Persbrandt blir intervjuad av James Lipton och Miss Piggy sjunger en duett med Filip. |             |                                                                                            |                         |                       |             |
| 5 | "Avsnitt 5" | Johan Palm, Kristin Davis, Carson Kressley, Charlotte Perrelli, Anders Eriksson, Jan Rippe | Inget musikframträdande | 17 maj 2009           | 394 000     |
| Sten "Taxi" Jonsson, Edwin Johnson och Jan Myrehed gör sin version av När Harry mötte Sally. Johan Palm får en makeover av Carson Kressley och Filip och Fredrik tävlar i vem som kan springa snabbast i högklackat.                                                                            |             |                                                                                            |                         |                       |             |
| 6 | "Avsnitt 6" | Tom Arnold, Michael Winslow, Henrik Lundqvist, Carolina Gynning, Björn Ranelid             | Inget musikframträdande | 24 maj 2009           | 352 000     |
| Sten "Taxi" Jonsson, Edwin Johnson och Jan Myrehed gör sin version av CSI: New York. Johannes Brost dyker upp ur en tårta. |             |                                                                                            |                         |                       |             |
| 7 | "Avsnitt 7" | Killinggänget, Joan Rivers, Duane Chapman, Beth Chapman                                    | Inget musikframträdande | 31 maj 2009           | 309 000     |
| 8 | "Avsnitt 8" | Kevin Spacey, Malin Åkerman, Håkan Hellström                                               | Håkan Hellström         | 7 juni 2009           | 304 000     |

## Övrigt
Vinjetten (Sam Cooke - "Twistin' the night away") kunde även höras i ett tidigare program av Filip & Fredrik, nämligen 100 höjdare, säsong 4, när man besökte "Christer Mikko, Torsk-på-Tallinn-mannen".